# The Girl Friend
The Girl Friend è una commedia musicale con  musica di Richard Rodgers,  testi delle canzoni di Lorenz Hart e libretto di Herbert Fields.  
The Girl Friend debuttò a Broadway al Vanderbilt Theatre il 17 marzo 1926 e chiuse il 27 dicembre 1926 dopo 301 repliche. 
Prodotto da Lew Fields (padre di Herbert Fields), diretto da John Harwood con coreografie di Jack Haskell, per gli standard dell'epoca fu giudicato un ottimo successo. 
I protagonisti della commedia furono Sammy White, Eva Puck e June Cochrane.
All'epoca Sammy White e Eva Puck erano marito e moglie.

## Numeri musicali
per la rivista furono appositamente scritte le seguenti canzoni
- Hey! Hey!
- The simple life
- The girl friend
- Goodbye, Lenny
- The blue room
- Cabarets
- Why do I?
- The damsel who done all the dirt
- He's a winner
- Town hall tonight
- Good fellow mine
- Creole crooning song
- What is it?
- In New Orleans
- I'd like to take you home

Numeri musicali eliminati durante il rodaggio dello show o subito dopo il debutto a New York:
- Sleepyhead (eliminata subito dopo il debutto a New York)
- Hum to (eliminata durante il rodaggio dello show)
- Two of a kind (eliminata durante il rodaggio dello show)
- Turkey in the Straw (eliminata durante il rodaggio dello show)
- The pipes of Pansy (eliminata durante il rodaggio dello show)

## Trama
Leonard Silver (White), un lattaio di Long Island, partecipa a una maratona di ciclismo sperando di diventare famoso. La sua fidanzata (Puck) si improvvisa  suo allenatore, manager e promoter.